# Wokingham
Koordinaten: 51° 25′ N, 0° 50′ W

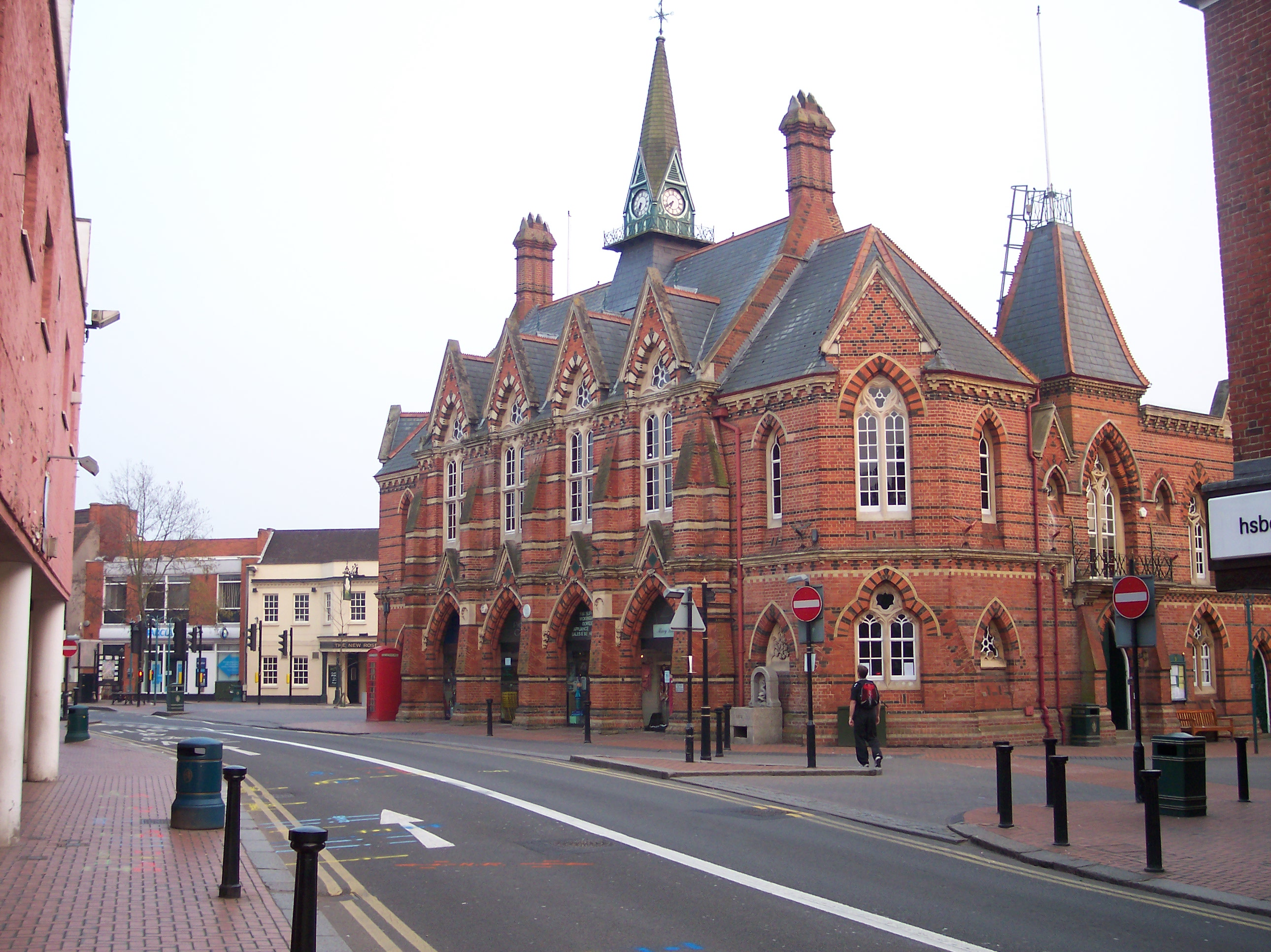
Rathaus Wokingham

Wokingham ist eine Stadt in England in der Grafschaft Berkshire im Distrikt Wokingham und ist dessen Verwaltungssitz. Sie hat mehr als 30.000 Einwohner.
Durch die Stadt fließt der Fluss Emm Brook.

## Geografie
Wokingham liegt im Loddon Valley zentral in der Grafschaft Berkshire. London liegt 53 Kilometer östlich des Ortes. Die Stadt befindet sich zwischen den beiden größeren Städten Reading im Nordwesten und Bracknell im Osten am westlichen Ende des Windsor Forest.

### Stadtbezirke
Die Stadt unterteilt sich in acht sogenannte Wards. Diese umfassen im Norden Emmbrook North und South im Norden, im Osten Norrey East und West, im Westen Edendons East und West und im Süden Wescott East und West.

### Klima
|                        | Jan  | Feb  | Mär   | Apr   | Mai   | Jun   | Jul   | Aug   | Sep   | Okt   | Nov  | Dez  |   |       |
| Mittl. Temperatur (°C) | 4,8  | 4,9  | 7,2   | 9,2   | 12,5  | 15,5  | 17,7  | 17,5  | 14,7  | 11,2  | 7,5  | 5,0  | ⌀ | 10,7  |
| Mittl. Tagesmax. (°C)  | 7,8  | 8,2  | 11,2  | 14,0  | 17,5  | 20,5  | 22,9  | 22,6  | 19,4  | 15,2  | 10,9 | 8,0  | ⌀ | 14,9  |
| Mittl. Tagesmin. (°C)  | 1,8  | 1,5  | 3,2   | 4,4   | 7,5   | 10,5  | 12,6  | 12,4  | 10,0  | 7,2   | 4,1  | 2,1  | ⌀ | 6,5   |
|                        |      |      |       |       |       |       |       |       |       |       |      |      |   |       |
| Niederschlag (mm)      | 62,0 | 42,9 | 45,7  | 48,5  | 50,4  | 49,2  | 45,0  | 50,4  | 53,7  | 71,9  | 68,8 | 62,2 | Σ | 650,7 |
|                        |      |      |       |       |       |       |       |       |       |       |      |      |   |       |
| Sonnenstunden (h/d)    | 62,6 | 77,9 | 111,4 | 160,5 | 190,2 | 192,4 | 198,4 | 193,6 | 143,1 | 111,1 | 71,3 | 55,2 | ⌀ | 130,9 |
|                        |      |      |       |       |       |       |       |       |       |       |      |      |   |       |
| Regentage (d)          | 16,7 | 13,1 | 14,1  | 13,3  | 12,8  | 11,1  | 11,7  | 11,4  | 11,6  | 14,4  | 15,4 | 15,2 | Σ | 160,8 |

| 1,8 |

| 1,5 |

| 3,2 |

| 4,4 |

| 7,5 |

| 10,5 |

| 12,6 |

| 12,4 |

| 10,0 |

| 7,2 |

| 4,1 |

| 2,1 |

| 1,8 |

| 1,5 |

| 3,2 |

| 4,4 |

| 7,5 |

| 10,5 |

| 12,6 |

| 12,4 |

| 10,0 |

| 7,2 |

| 4,1 |

| 2,1 |

### Nachbarorte
Wokingham grenzt an folgende Ortschaften:
| Winnersh          |                                             | Binfield  |
| Woosehill Barkham | Kompassrose, die auf Nachbargemeinden zeigt | Bracknell |
| Finchampstead     | Crowthorne                                  |           |

## Geschichte
Der Name Wokingham bedeutet übersetzt die Heimat der Leute von Wocca. Wocca war ein Sachse, der das Land in der Gegend landwirtschaftlich nutzte, unter anderem auch Wokefield. Der Hauptsitz von Wocca war jedoch in Woking. Bis ins 19. Jahrhundert war Wokingham als Oakingham bekannt.
Im Domesday Book von 1086 wird Wokingham noch in keiner Form erwähnt. Erst 1146 wird der Ort zusammen mit Sonning und Dunsden erwähnt als Land, das im Besitz des Bischofs von Salisbury ist. Im Jahr 1160 wird erstmals ein Kaplan in Wokingham dokumentiert, 1190 wurde die dortige Kirche von Bischof Bubert Walter den Allerheiligen gewidmet. Die damalige Kirche oder Kapelle von Chapel hatte das Tauf- und Begräbnisrecht. Da die Hälfte des Ortes dem Bischof von Salisbury gehörte, war dieser Teil auch nicht Teil des County Berkshire, sondern gehörte zu Wiltshire.
Im Jahre 1219 wurde Wokingham von Bischof Richard Poore das Marktrecht verliehen, er baute den Ort um die bestehende Kirche auch weiter aus. Der erste Markt stand dabei noch am Platz des heutigen Rathauses. Dies wohl auch, das er gerade mit dem Bau der Kathedrale von Salisbury begann und auf mehr Einnahmen angewiesen war. Vierzig Jahre nach dem Marktrecht durfte der Ort auch ein Fest am St. Barnabastag sowie am Tag der Allerheiligen durchführen. Kurz danach wurden die Broad und Denmark Street gebaut und der Markt wurde in die Wide Avenue verschoben.
Bekannt wurde Wokingham auch für seine Glockengiesserei. Bereits 1383, als eine Glocke dem Dorchester Abbey gespendet wurde, war dieses Handwerk aus Wokingham bekannt und viele Kirche um Wokingham herum besaßen Glocken von hier. In der ersten Hälfte des 16. Jahrhunderts ist im Ort erstmals eine Schule dokumentiert, die noch im selben Jahrhundert aufgelösten Kantorei angehängt war. Die Glockengiesserei befand sich bis ins späte 16. Jahrhundert im Zentrum der Stadt, bevor sie nach Reading zog. Heute erinnert noch die Bell Foundry Lane an diese Gegebenheit. Königin Elisabeth I. soll Wokingham auch mehrmals besucht haben. 1583 erhielt die Stadt von der Königin das Stadtrecht erteilt, dieses wurde 1612 von James I. noch erweitert, wodurch die Stadt unabhängig von Sonning wurde. Zur selben Zeit zogen flämische Weber, die in ihrer Heimat aus religiösen Gründen verfolgt wurden, nach Wokingham und begannen dort mit der Herstellung von Seidenwaren, für die die Stadt bekannt wurde und was bis zu Beginn des 19. Jahrhunderts ein wichtiger Industriezweig war. Ebenfalls bekannt um diese Zeit waren die auf dem Markt verkaufen gemästeten Hühner. Es gab auch eine Kutschenfabrik der Gebrüder Lush, die unter anderem Kutschen für König Edward VII., Prinz Christian von Schleswig-Holstein und Kaiserin Eugénie de Montijo bauten. Ebenfalls arbeitet eine größere Ziegelei im Ort.
Als 1661 der Metzger George Staverton von einem Bullen zerfleischt wurde, berief er in der Stadt eine Stierkampf-Tradition ins Leben, der bis zu seinem Verbot 1821 am St. Thomas-Tag auf dem Marktplatz stattfand. Ebenfalls dokumentiert sind Hahnenkämpfe, an die heute noch der Cockpit Path erinnert. 1665 wurde das Lucas Hospital von Henry Lucas, Sekretär des Grafen von Holland, gegründet. Dieser hatte aber neben der Spitalgründung keine weitere Verbindung zur Stadt.
Ebenfalls bekannt war die Stadt im 18. Jahrhundert für die Wokingham Blacks. Diese Bande, die in Wokingham ihren Unterschlupf hatte, raubten und mordete Leute im Windsor Forest. Ihr Name rührt daher, dass sie ihre Gesichter schwärzten. Um sie zu bekämpfen, wurde 1723 im britischen Parlament der sogenannte Black Act verabschiedet, der nach ihnen benannt ist. 1774 wurde die Baptist Church erbaut (neu aufgebaut 1861). 1759 wurde die Turnpike Road fertiggestellt, die Wokingham mit Reading und Sunninghill verband. Von Sunninghill konnte man dann weiter nach London reisen. 1787 fand in Wokingham der Boxwettkampf zwischen Tom Johnson und Bill Warr um den englischen Meistertitel statt.
1849 bekam Wokingham eine Station an der Bahnlinie von Reading nach Guildford. In den folgenden zwei Jahrzehnten wurden untere anderem das heutige Ratshaus, die Polizeistation sowie das Gefängnis erbaut. Auch die St. Paul Church entstand in diesem Zeitraum. Im Borough Council von 1885 wurde dann auch noch die Organisation der Stadt überarbeitet, der letzte Aldermann England musste danach ebenfalls seinen Posten abgeben und wurde durch einen gewählten Bürgermeister ersetzt.
Vom Ersten Weltkrieg zeugt in Wokingham ein Denkmal im Rathaus, auf dem die Namen der Gefallenen dokumentiert ist. Während im Ersten Weltkrieg noch einige Gefallene dokumentiert werden mussten, gab es während des Zweiten Weltkriegs nur eine weitere Person aus Wokingham, die während des Falklandkriegs ums Leben kam.
Das alte Wokingham Parish wurde 1894 aufgetrennt in und 1974 basierend auf dem Local Government Act 1972 wieder mit dem Wokingham Rural District zum Borough of Wokingham zusammenfasst. 1998 wurde der District in eine Unitary Authority transformiert.

## Politik

### Town Council

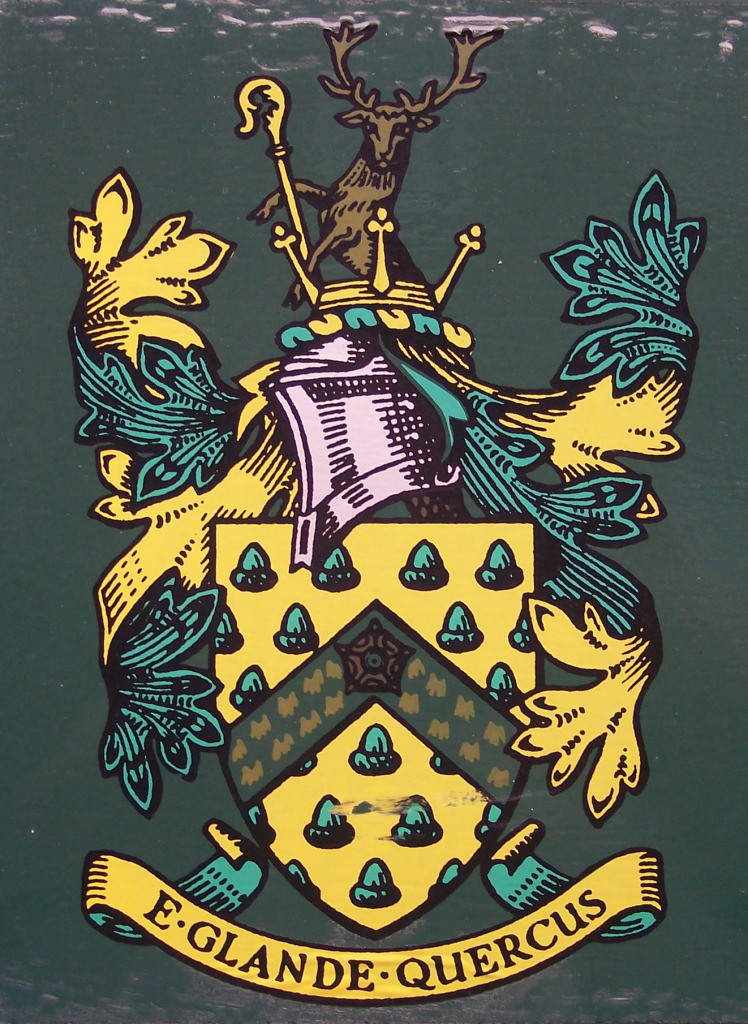
Wappen von Wokingham

Das Town Council besteht aus 25 Mitgliedern, die die acht Stadtbezirke („wards“) repräsentieren. Sie werden alle vier Jahre gewählt.
Als Gesamtorgan trifft sich das Town Council jedoch nur sechsmal im Jahr. Ihre eigentliche Arbeit organisiert das Council in verschiedenen Kommissionen („Committees“). Bis auf einen Teil der Sitzungen der Kommission „Finance & Personell“ sind alle Sitzungen öffentlich.

### Kommissionen
- Amenities: Diese Kommission ist zuständig für den Unterhalt der städtischen Parks, Gebäude, Märkte, Spielplätze und der vier[8] Schrebergartenareale.
- Arts and Culture: Diese Kommission organisiert kulturelle Veranstaltungen im Stadtzentrum.
- Civic: Diese Kommission beschäftigt sich mit staatspolitischen Fragen und organisiert die Civic Awards. Auch unterhält sie den Kontakt zu den Partnerstädten.
- Finance & Personell: Beschäftigt sich mit den Finanzen und dem Personal der städtischen Verwaltung. Die Kommission ist auch für die Kontrolle des Budgets zuständig und vergibt Mittel an Wohltätigkeitsorganisationen. Diese Kommission kann die Öffentlichkeit und Presse ausschließen, wenn der Inhalt der Sitzungen vertraulich ist.
- Planning & Transportation: Diese Kommission begutachtet in beratender Funktion Planungs- und Entwicklungsarbeiten und beschäftigt sich mit Transportfragen. Auch ist sie teilweise für den Unterhalt der Busstation sowie der Parkbänke zuständig.

### Bürgermeister
Der Bürgermeister ist der erste Bürger der Stadt und wird einmal jährlich durch die Legislative gewählt. Er übt eine repräsentative Funktion aus.
Aktueller Bürgermeister der Stadt ist Peter Lucey. (Stand: September 2017)

### Städtepartnerschaften
Partnerstädte von Wokingham sind Erftstadt in Nordrhein-Westfalen seit 1977 und Viry-Châtillon in der französischen Region Île-de-France.

## Verkehr
Der Bahnhof liegt an der Verbindung der Bahnstrecken Waterloo–Reading line, die vom Bahnhof London Waterloo nach Reading führt, und der North Downs Line, die von Redhill nach Reading führt.
Der Feinverteilung in Wokingham selbst wird von Courtney Buses sichergestellt, die Courtney mit zehn verschiedenen Buslinien erschließen.
Wokingham ist über die Autobahn M4 an das Fernstraßennetz angebunden.

## Sport
Der lokale Fußballverein ist der Wokingham & Emmbrook F.C., der 2004 aus einer Fusion von Wokingham Town und Emmbrook Sports entstand. Sie spielen zurzeit in der Hellenic League, Division 1, in der neunthöchsten Liga Englands. Der größte Erfolg des Vorgängervereins Wokingham Town war 1982 das Erreichen der Hauptrunde des FA Cups, wo sie Cardiff City aus der drittklassigen Second Division nach einem 1:1 zu Hause zu einem Wiederholungsspiel zwangen, dass sie jedoch 0:3 verloren.
Der Wokingham CC hat seinen Spielplatz außerhalb von Wokingham in Sindlesham.
Jeweils im Februar findet der 1984 erstmals ausgetragene Wokingham Halbmarathon statt.

## Persönlichkeiten
- Claude Duval (1643–1670), französischer Raubritter
- Thomas Godwin (1517–1590), Bischof von Bath&Wells
- John Walter III (1818–1894), Eigentümer und Verleger der Times
- John Rhodes (1870–1947), Regattasegler
- Isaac Deutscher (1907–1967), polnischer Schriftsteller, Trotzkist und Historiker, lebte zwischen den späten 1950er bis 1963 in Wokingham.
- Dick Francis (1920–2010), britischer Schriftsteller
- James Dunkerley (* 1953), Politikwissenschaftler und Hochschullehrer
- Richard Lang (* 1956), Schachprogrammierer und Unternehmer
- Jason Watkins (* 1966), britischer Schauspieler
- Will Young (* 1979), britischer Sänger und Schauspieler, Gewinner der ersten Pop-Idol-Staffel
- Anna Watkins (* 1983), britische Schwimmerin[14]
- Charlie Austin (* 1989), Fußballspieler (FC Southampton)
- Nicholas Hoult (* 1989), britischer Film- und Theaterschauspieler
- Dan Howell (* 1991), britischer Youtuber, Autor, BBC Radio 1 Moderator